# San Felipe Apóstol (políptico de 1472)
San Felipe Apóstol es una Pintura al temple y oro sobre tabla de 27,5 x 19,5 cm de Carlo Crivelli, datada en 1472 y conservada en la colección E. Proehl de Ámsterdam. Formaba parte probablemente del Políptico de 1472. 

## Historia
El políptico, probablemente en origen en la iglesia de Santo Domingo de Fermo, fue desmembrado poco antes de 1834, y los paneles dispersados en el mercado anticuario. El San Felipe Apóstol, que Federico Zeri llamó en cambio San Andrés, es conocido desde principios del siglo XX, cuando estaba en una colección privada en Viena. A través de varias transmisiones de propiedad terminó primero en Berlín y después en Ámsterdam. 
La reconstruida predela con otros cuatro compartimentos (Filadelfia, New Haven y Milán) es asignada al políptico de 1472 si bien con alguna incertidumbre debida a la ausencia de documentación.

## Descripción y estilo
En el panel arqueado un santo de medio cuerpo, probablemente un apóstol, sujeta, con el travesaño corto descansando en el cuello, una cruz con la mano y un libro con el brazo izquierdos, mientras con la mano derecha se aprieta la larga barba. Se trata de un gesto raro y estudiado, vinculado a la búsqueda de variedad de Crivelli. La misma fisionomía del santo está bien caracterizada, como un anciano de mirada mansa pero presente, dirigida cuidadosamente hacia la derecha, abajo. Leves rotaciones del busto y de la cabeza animan la pequeña escena, así como los gestos articulados, ligeramente acentuados, como es típico en las mejores obras de Crivelli.